# ذى عبادة (الرضمة)

تعديل مصدري - تعديل

ذى عبادة هي إحدى قرى عزلة عجيب بمديرية الرضمة التابعة لمحافظة إب، بلغ تعداد سكانها 545 نسمة حسب تعداد اليمن لعام 2004.